# 용산원자
용산원자(龍山元子, 1325년 ~ 1341년)는 고려 시대의 왕족이다. 고려의 제27대 왕인 충숙왕과 조국장공주 사이의 맏아들이다.

## 생애

### 가계
성은 왕, 본관은 개성이며, 이름은 기록이 남아있지 않아 알 수 없다. 충혜왕, 공민왕 등과 이복 형제간이다. 용산원자의 어머니 조국장공주는 원나라 황족 출신으로, 원 순종의 아들인 위왕 에무게의 딸이다. 1324년(충숙왕 11년)에 충숙왕이 원나라에 있을 때 그와 혼인하였다.

### 왕자 시절
용산원자는 1325년(충숙왕 12년) 음력 8월 15일, 충숙왕과 조국장공주가 한양 용산에 행차하였다가 낳은 아들이다. 원자의 호는 출생지인 용산을 따서 용산원자(龍山元子)라고 하였다. 그러나 조국장공주는 아들을 낳은지 얼마 되지 않은 그 해 음력 10월 20일, 용산의 행궁에서 귀경하지 못한 채 18세의 나이로 요절하고 말았다.
한편 용산원자 역시 1341년(충혜왕 복위 2년) 어머니의 나라인 원나라에서 17세의 나이로 요절하였다. 이후 용산원자의 시신은 고려로 운구되어 그 장례를 치렀으며, 매장지에 대한 기록은 남아있지 않아 알 수 없다.

## 가족 관계
- 부왕: 충숙왕 (忠肅王, 1294년~1339년, 재위:1313년~1330년, 1332년~1339년)
- 모후: 조국장공주 (曹國長公主, 1308년~1325년)